# Синьминь
Синьми́нь (кит. упр. 新民, пиньинь Xīnmín, буквально: «новые люди») — городской уезд города субпровинциального значения Шэньян (КНР).

## История
Поселение в этих местах существовала ещё при основании империи Цин в начале XVII века. Так как народу в нём было мало, то цинские власти стали поощрять переселенцев, и сюда прибыло очень много новых людей, отчего поселение и стали называть Синьминьтунь (新民屯, «селение новых людей»).
В 1808 году был образован Синьминьский комиссариат (新民厅). В 1902 году он был повышен в статусе, и стал Синьминьской управой (新民府). В 1907 году была образована провинция Фэнтянь, и Синьминьская управа стала подчиняться властям провинции Фэнтянь. После Синьхайской революции в Китайской Республике была проведена реформа структуры административно-территориального деления, и управы были упразднены, поэтому в 1912 году Синьминьская управа превратилась в уезд Синьминь (新民县).
После Второй мировой войны  гоминьдановское правительство произвело административный передел Северо-Восточного Китая, разбив его на девять провинций, и уезд вошёл в состав новой провинции Ляобэй. После образования КНР уезд вошёл в состав новой провинции Ляоси. В 1954 году провинции Ляоси и Ляодун были объединены в провинцию Ляонин, и уезд вошёл в состав Специального района Ляоян (辽阳专区). В 1958 году Специальный район Ляоян был расформирован, и уезд был передан под юрисдикцию властей Шэньяна. В 1964 году был создан Специальный район Шэньян (沈阳专区), и уезд был передан в его состав. В 1969 году власти Специального района переехали из Шэньяна в Телин, и он был переименован в Специальный район Телин (铁岭专区). В 1969 году уезд Синьминь был возвращён под юрисдикцию властей Шэньяна.
В 1993 году уезд Синьминь был преобразован в городской уезд.

## Административное деление
Городской уезд Синьминь делится на 5 уличных комитетов, 18 посёлков и 6 волостей.